# Заилийский Алатау
Заили́йский Алата́у (каз. Іле Алатауы, кирг. Иле Ала-Тоосу) — горный хребет на северо-западе Тянь-Шаня (на границе Казахстана и Кыргызстана). В северных предгорьях расположен город-миллионник Алма-Ата — бывшая столица Казахстана. Здесь же находятся знаменитый спортивный комплекс Медео, обсерватория Ассы-Тургень и высокогорная горнолыжная база Чимбулак. Современное название «Заилийский Алатау» было принято в 1865 году, когда известный путешественник и географ Пётр Семёнов остановился у переправы через реку Или и увидел грандиозный хребет, который простирался за рекой.

## Рельеф и гидрография

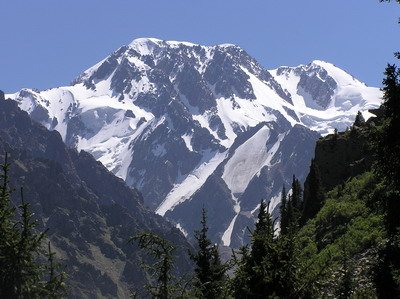
Высшая точка Заилийского Алатау — пик Талгар — виден из Алма-Аты

Хребет Заилийский Алатау является одной из крайних северных дуг горной системы Тянь-Шаня. Он расположен на 43° с. ш., в пределах 75-78° в. д., частично в Казахстане, Кыргызстане, Китае. Хребет начинается на западе в пределах р. Чу и простирается на 280 км на восток до р. Чилик. К северу от осевого гребня хребта склоны полого спускаются к впадине реки Или и равнинам Казахстана, на юге хребет отделён от Кунгей Алатау продольными межгорными долинами двух рек — Чилик и Чонкемин. В области их истоков хребты соединяются через Чилико-Кеминский горный узел. Преобладающие высоты — 4000—4600 м, высшая точка — пик Талгар (4973—4979 м). На северном склоне расположен Ледник Городецкого. Наиболее высокая часть Заилийского Алатау в окрестности пика Талгар между истоками реки Талгар, верховьем реки Чилик и Чилико-Кеминским горным узлом называется Талгарским массивом.
Хребет образован во времена Каледонской складчатости, сильно переработан в четвертичном периоде. Сложен главным образом гранитами, конгломератами, известняками и сланцами.
Имеется большое количество озёр, в основном приледниковых, с ними связана напряженность в селевой обстановке. Самыми крупными и известными озёрами в Заилийском Алатау являются Большое Алматинское озеро и озеро Иссык. Изучение элементов водного баланса горных водосборов Заилийского Алатау связано с именем А. Ф. Литовченко.

## Климат и осадки
Климат резко континентальный. В предгорьях осадков немного, до высоты 2500 м их количество растет до 1200 мм/год, далее, к гляциально-нивальной зоне осадки стабилизируются на уровне 900—1000 мм. Осадки выпадают летом, зимой всего 30-35 %. На высотах свыше 2500 м летом могут выпадать твёрдые осадки, выше 3900 м круглогодично отрицательные температуры.

## Оледенение

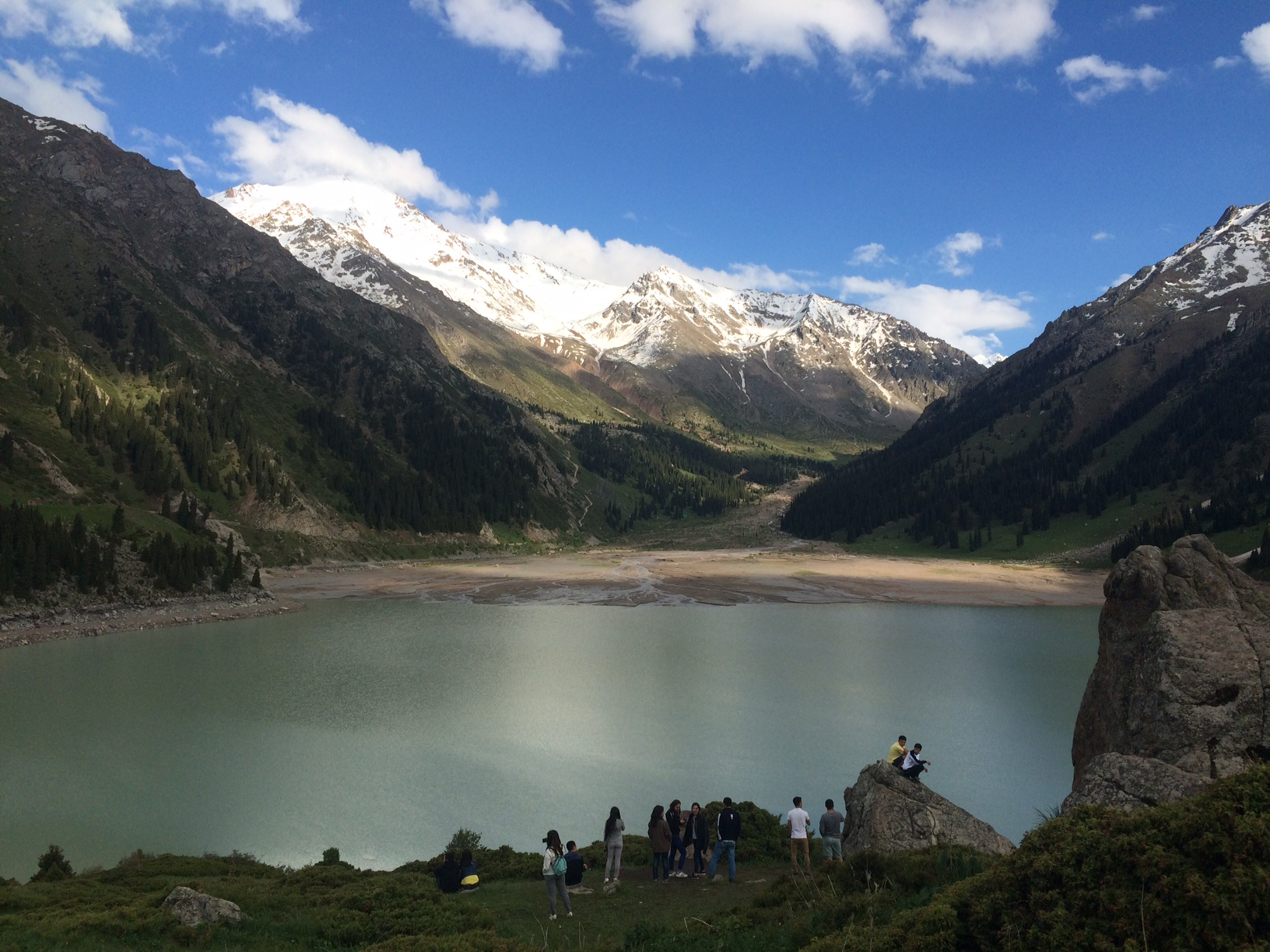
Большое Алматинское озеро (БАО)

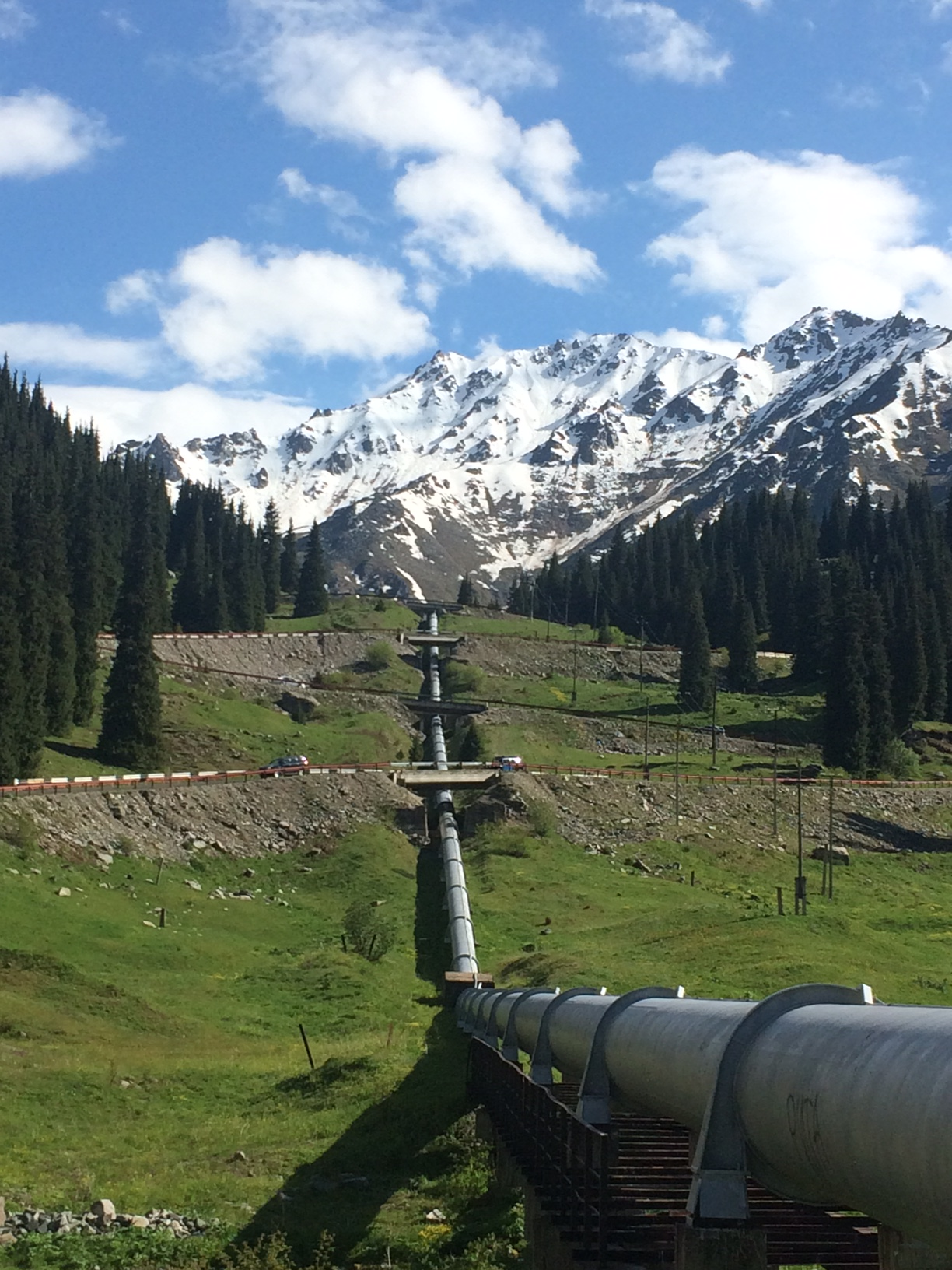
Водозаборная труба с БАО, июнь 2016

Всего на 2008 год насчитывается 441 ледник общей площадью 171 км² и объёмом в 6,9 км³. Встречаются практически все морфологические типы ледников. Самый крупный — сложнодолинный ледник Корженевского, его площадь 38 км². Ледники достаточно сильно заморенены.
В Заилийском Алатау расположен один из опорных ледников Всемирной службы мониторинга ледников — Центральный Туюксуйский (Туюксу). На леднике Туюксу (3,3 км²) имеется самый длинный на территории бывшего СССР масс-балансовый ряд. Также проводится наблюдение теплового баланса ледника и скоростей его движения (20-50, до 90 м/год).
Оледенение хребта, следуя тренду всего северного полушария, начиная с конца стадии Фернау (середина XIX века) и по настоящее время сокращается. С конца 1950-х годов скорости деградации возросли, за последние 60 лет оледенение сократилось на 41 %.

## Животный и растительный мир

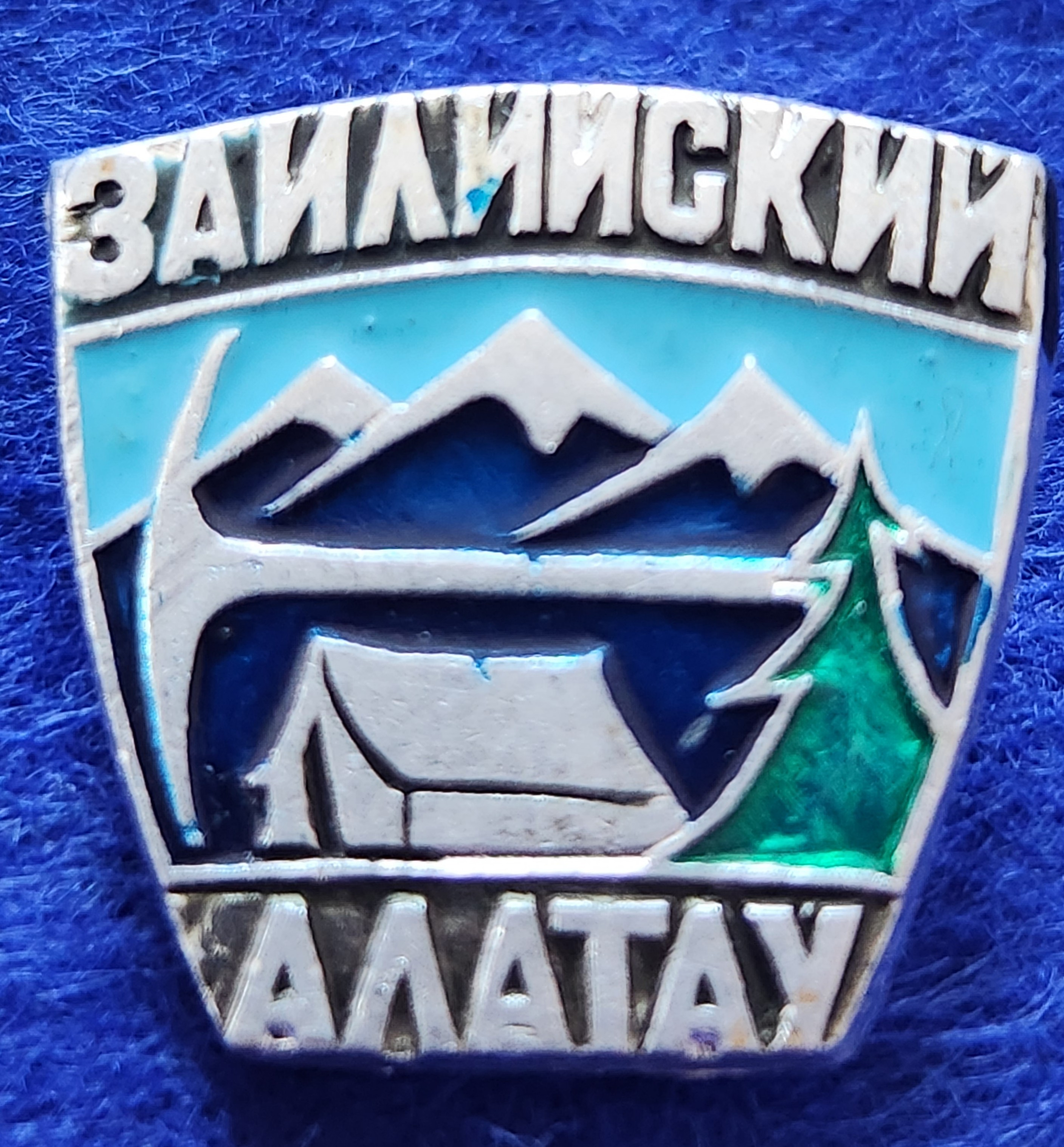
Заилийский-Алатау значок

Сухие степи сменяются с высотой кустарниково-степной растительностью и лесами (яблоня, осина, выше — ель тянь-шанская). В пригребневой зоне около 460 ледников общей площадью более 490 км². На северном склоне располагаются знаменитый Алматинский заповедник и Иле-Алатауский национальный парк, образованный в 1996 году. Водятся: Тянь-шаньский бурый медведь, снежный барс, горный козёл, улар, кеклики.
В природоохранной части Заилийского Алатау, входящей в Алматинский заповедник, водятся: рысь, марал, косуля, барсук, заяц и каменная куница. В горной местности обитают тетерева, беркуты, бородачи, горные и бородатые куропатки, гималайские улары, арчовые дубоносы, синие птицы, дятлы и кедровки.
В 1971 году на склонах Заилийского Алатау обнаружены уникальные для Средней Азии заросли зонтичного растения Асафетида (лат. Ferula assa-foetida), из смолы которого делают специю асафетиду. В 1989—1990 годах, в результате проводимой милицией кампании по борьбе с «дикими наркотическими насаждениями», значительная часть растений была уничтожена — сожжена, вытоптана, срезана с дёрном бульдозерами, несмотря на то, что это растение никакого отношения к наркотикам не имеет.